# Swartzell, Rheem and Hensey Company Building
El edificio de Swartzell, Rheem and Hensey Company es un edificio neoclásico en 727 15th Street NW, Washington D. C.. Fue diseñado por el arquitecto Paul J. Pelz en 1907 para una firma de corretaje local, que colindaba con otros corredores en esta sección de la calle 15 vecina al Departamento del Tesoro de los Estados Unidos.
En 1948 se convirtió en una sala de cine y pasó a llamarse Teatro Playhouse. El teatro cerró a principios de la década de 1980 y se construyó un bloque de apartamentos sobre lo que hasta entonces había sido un edificio de poca altura.